# Лайл, Хиллиард
Хиллиард Лайл (англ. Hilliard Lyle; 21 декабря 1879, Алленфорд, Канада — 21 мая 1931, Биверлодж, Канада) — канадский игрок в лакросс, чемпион летних Олимпийских игр 1904.
На Играх 1904 в Сент-Луисе Лайл входил в состав первой сборной Канады. Его команда выиграла у команды США и сразу же заняла первое место, выиграв золотые медали.